# الإقفار المزمن المهدد للأطراف
الإقفار المزمن المهدد للأطراف (CLTI)، والمعروف أيضًا باسم نقص تروية الأطراف الحرج (CLI)، هو مرحلة متقدمة من مرض الشريان المحيطي (PAD). يُعرّف بأنه وجود كل من ألم الراحة الإقفاري، وقرحة قصور الشرايين، والغرغرينا. يشار إلى الشرطين الأخيرين معًا بفقدان الأنسجة، مما يعكس تطور تلف في أنسجة الأطراف بسبب اشتداد نقص التروية. بالمقارنة مع المظاهر الأخرى لاعتلال الشرايين المحيطية، والعرج المتقطع، فإن الإقفار المزمن المهدد للأطراف ذو إنذار سيء في غضون عام بعد التشخيص الأولي، مع معدلات بتر حوالي 12% خلال سنة واحدة ومعدل وفيات بنسبة 50% خلال 5 سنوات و70% بعد 10 سنوات.
يُطلق مصطلح الإقفار المزمن المهدد للأطراف لتحديد المرضى المعرضين لخطر كبير للبتر، ولكن أدى الانتشار المتزايد لمرض السكري إلى مفهوم أوسع لتهديد الأطراف يتضمن خطر البتر المرتبط بجروح شديدة العدوى وغير قابلة للشفاء.

## العلامات والأعراض
يشمل الإقفار المزمن المهدد للأطراف ألم الراحة وفقدان الأنسجة.

### ألم الراحة
ألم الراحة هو ألم حارق مستمر في أسفل الساق أو القدمين. يبدأ، أو يتفاقم، بعد إمالة الطرف أو رفعه، ويزول بالجلوس أو الوقوف. يكون أكثر شدة من العرج المتقطع الذي يسبب أيضًا ألمًا في الساقين ناتج عن قصور الشرايين.

### فقدان الأنسجة
فقدان الأنسجة هو تطور قرحة أو غرغرينا بسبب قصور الشرايين الناتج عن مرض الشريان المحيطي.

## التشخيص
يُشخص الإقفار المزمن المهدد للأطراف من خلال وجود آلام الراحة الإقفارية، والقرحة التي لا تلتئم أو الغرغرينا الناتجة عن عدم كفاية تدفق الدم. يمكن تأكيد عدم كفاية تدفق الدم من خلال مؤشر الضغط الكاحلي العضدي (ABI)، وضغط الكاحل، ومؤشر ضغط إصبع القدم العضدي (TBI)، وضغط إصبع القدم الانقباضي، وقياس الأكسجين عبر الجلد (TcPo2)، أو ضغط نضح الجلد (SPP).
العوامل الأخرى التي قد تشير إلى تشخيص نقص تروية الأطراف الحرجة هي زاوية بورغر التي تقل عن 20 درجة أثناء اختبار بورغر، أو زمن إعادة تعبئة الشعيرات الدموية الأعلى من 15 ثانية أو النبض المتناقص أو الغائب.
يختلف الإقفار المزمن المهدد للأطراف عن نقص تروية الأطراف الحاد. نقص تروية الأطراف الحاد هو نقص مفاجئ في تدفق الدم إلى الطرف، مثل حالة انسداد الشريان بصمة، أما الإقفار المزمن المهدد للأطراف هو علامة متأخرة لمرض مزمن تدريجي.

## العلاج
يتمثل العلاج بالتخلص من أعراض مرض الشريان المحيطي، ويتضمن محاولة التخلص من عوامل الخطر، وإعادة تكوين الأوعية عن طريق مجازة الأوعية الدموية أو رأب الأوعية، وفي حالة فقدان الأنسجة، تنضير الجرح.

## الأبحاث
اعتبارًا من 2015 دُرست احتمالية العلاج الجيني بـ pCMV-vegf165 في حالات الإقفار المزمن المهدد للأطراف.
في عام 2014، بدأت تجربة لفهم أفضل طريقة لإعادة تكوين الأوعية الدموية في حالات الإقفار المزمن المهدد للأطراف. اعتبارًا من عام 2017، سُجّل حوالي نصف الأشخاص البالغ عددهم 2100 شخص اللازمين لإكمال التجربة. تُجرى دراسة مماثلة باسم BASIL 2 (مجازة مقابل رأب الأوعية الدموية في حالات نقص تروية الساق الشديدة) في المملكة المتحدة.